# BR-Nativo

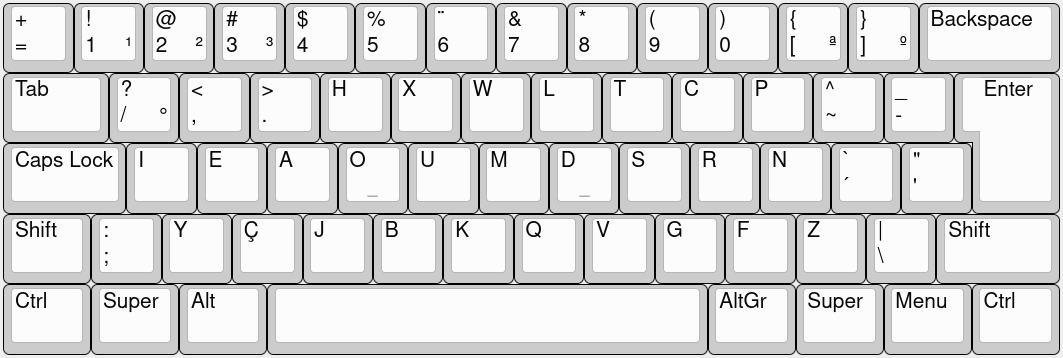
Arranjo Brasileiro Nativo atualizado e disponível nativamente em sistemas Linux e com drivers disponíveis para sistemas Windows e Mac OS.

O teclado Brasileiro Nativo é um layout de teclado baseado nos conceitos do teclado simplificado Dvorak e adaptado à língua portuguesa, conforme a escrita brasileira. Há também versões para português de Portugal. Esse layout foi desenvolvido para aumentar o conforto de quem o utiliza, reduzindo assim o risco de adquirir lesões relacionadas à digitação frequente e por longos períodos.
Os padrões atuais de teclados para a língua portuguesa são baseados no layout Qwerty, projetado para máquinas de escrever antigas. A disposição de teclas do teclado nativo transfere o foco da máquina para o ser humano. Esse novo arranjo se preocupa com o conforto de quem digita, e não com a mecânica dos teclados.
Para chegar à disposição de teclas atual foram feitos estudos na década de 80 por dois Engenheiros da Embratel Nelson Daher e Fernando A.S. Pereira onde foram testados diversas formas para se utilizar caracteres em hardwares, levando a facilidade de todos colaboradores da Embratel e posteriormente todos usuários Brasileiros sobre a frequência dos caracteres latinos e das palavras mais usadas na língua portuguesa. As teclas foram distribuídas de modo equilibrado, colocando as teclas mais frequentes na linha central do teclado. Posicionaram-se as vogais à esquerda da linha central para possibilitar a digitação alternada entre as mãos direita e esquerda.
Embora não haja no mercado teclados nesse novo padrão, adaptar um teclado tradicional para o padrão Brasileiro Nativo. Além disso, podem-se arranjar as teclas para atender públicos específicos como programadores e falantes de Esperanto. No sistema operacional GNU/Linux há a possibilidade de usar layout nativamente desde 2008.
Apesar dos benefícios que ele promete, há resistência por parte de muitos. Argumenta-se que o esforço de aprendizado não compensa e que o desempenho do Qwerty é suficiente. Outro aspecto que dificulta a adoção desse layout é que a maior parte das pessoas não sabem da existência de outros layouts de teclado.
Para aqueles que buscam aprender o arranjo, pode ocorrer alguma confusão inicial em relação à forma de digitar antiga, assim como o que ocorre com o aprendizado de um novo idioma. Com o tempo e prática, a alternância entre os padrões se torna imperceptível, ocorrendo com a mesma naturalidade que os falantes bilíngues têm ao mudar de contexto linguístico.

## Características
Enquanto no Qwerty, para a frequência média de uso das 26 letras + o Ç, temos a primeira linha do teclado usada em 49%, a segunda em 33,5% e a terceira em 17,5%, com o Brasileiro Nativo temos a segunda linha como a mais usada com 71,5%, a primeira com 19,5% e a terceira com somente 9%. Essa distribuição do uso das linhas no uso do Brasileiro Nativo não difere muito daquela para o inglês que seria: segunda 70%, primeira 22% e terceira 8%.
A segunda linha, a mais usada do Brasileiro Nativo, apresenta à esquerda as 5 vogais (I, E, A, O e U da esquerda para a direita) e à direita 5 consoantes muito usadas (M, D, S, R, N). Por causa da frequente alternância entre vogais e consoantes do português, essa distribuição reduz os movimentos das mãos ao digitar.
Quanto à distribuição dos uso das mãos direita ou esquerda no Dvorak, temos:
- Inglês – esquerda 43,6%, direita 56,4%; praticamente o oposto do Qwerty (direita 43,5%, esquerda 56,5%)
- Português – esquerda 52%, direita 48%; contra esquerda 61%, direita 39%, no Qwerty.

As teclas referentes aos números (algarismos) acima da primeira linha de letras no Brasileiro Nativo não difere daquela do Qwerty português.